# بيتر ليفي
بيتر ليفي (بالإنجليزية: Peter Levi)‏ هو كاتب وشاعر بريطاني، ولد في 16 مايو 1931 في ناحية هيلينغدون في لندن في المملكة المتحدة، وتوفي في 1 فبراير 2000 في غلوسترشير في المملكة المتحدة.